# رؤیای کاساندرا
رویای کاساندرا (انگلیسی: Cassandra's Dream) فیلم درام مهیج ۱۱۰ دقیقه‌ای به نویسندگی و کارگردانی وودی آلن و با بازی کالین فارل، ایوان مک‌گرگور و هایلی اتول محصول سال ۲۰۰۷ و مشترکاً کشورهای ایالات متحده، بریتانیا و فرانسه است.

## خلاصه داستان
دو برادر به نام‌های تری با بازی کالین فارل و ایان با بازی ایوان مک‌گرگور که ساکن جنوب لندن هستند تصمیم می‌گیرند که استقلال مالی پیدا کنند و به پول خوبی دست یابند در مسیری قرار می‌گیرند تا به خواسته خود برسند. آن‌ها قصد دارند تا قایقی را خریداری کنند. تری که در قمار و شرط بندی مهارت بالایی دارد، پول قایق را فراهم می‌کند. اما بعد از مدتی تری که با نامزدش زندگی می‌کند از این قمارها به شدت بدهکار می‌شود و دست به دامن برادرش ایان که می‌خواهد در کار تجارت هتل برود و با دختری به اسم آنجلا استارک (هایلی اتول) که هنرپیشه تئاتر است ازدواج کند و او را به کالیفرنیا برود می‌شود. اما ایان هم به پول زیادی نیاز دارد تا به خواسته اش برسد. دایی آنها، هاوارد (تام ویلکینسون) که فرد ثروتمندی است برای تولد مادر آن‌ها از چین به لندن می‌رود تا آن‌ها را ببیند. دو برادر مشکلشان را با دایی خود مطرح می‌کنند. اما گویا دایی شان مشکل بزرگتری دارد، اما نه مشکل مالی. بلکه یکی از شرکایش می‌خواهد مسائلی را افشا کند که او را تا پایان عمرش به زندان خواهد برد. هاوارد از آن‌ها می‌خواهد تا این شخص را از بین ببرند تا بتواند آن‌ها را از نظر مالی تأمین کند و ...